# Aulacoserica
Aulacoserica är ett släkte av skalbaggar. Aulacoserica ingår i familjen Melolonthidae.

## Dottertaxa tillAulacoserica, i alfabetisk ordning[1]
- Aulacoserica affinis
- Aulacoserica alternans
- Aulacoserica antennalis
- Aulacoserica ardoini
- Aulacoserica baraudi
- Aulacoserica barbarae
- Aulacoserica boeri
- Aulacoserica bredoi
- Aulacoserica brenskei
- Aulacoserica castanea
- Aulacoserica collarti
- Aulacoserica colmanti
- Aulacoserica crampelensis
- Aulacoserica crassa
- Aulacoserica dartevellei
- Aulacoserica deremana
- Aulacoserica diversicornis
- Aulacoserica facilis
- Aulacoserica flava
- Aulacoserica fraterna
- Aulacoserica gabonensis
- Aulacoserica ghanaensis
- Aulacoserica grandis
- Aulacoserica guineensis
- Aulacoserica haafi
- Aulacoserica hexaphylla
- Aulacoserica hulstaerti
- Aulacoserica kaszabi
- Aulacoserica konduensis
- Aulacoserica kulzeri
- Aulacoserica luluensis
- Aulacoserica minima
- Aulacoserica minor
- Aulacoserica minuta
- Aulacoserica moseri
- Aulacoserica mulunguensis
- Aulacoserica nimbana
- Aulacoserica nyamlagirensis
- Aulacoserica nyansana
- Aulacoserica overlaeti
- Aulacoserica popoana
- Aulacoserica pseudorufula
- Aulacoserica puerilis
- Aulacoserica pusilla
- Aulacoserica pygmaea
- Aulacoserica rosettae
- Aulacoserica rufocastanea
- Aulacoserica rufofusca
- Aulacoserica schoutedeni
- Aulacoserica schoutedeniana
- Aulacoserica sibutensis
- Aulacoserica soror
- Aulacoserica stuhlmanni
- Aulacoserica subopaca
- Aulacoserica tinanti
- Aulacoserica tomentosa
- Aulacoserica uelensis
- Aulacoserica zumpti